# راودا
راودا (به آلمانی: Rauda) یک شهر در آلمان است که در زاله‌هلتسلاند واقع شده‌است. راودا ۲۹۲ نفر جمعیت دارد.